# Període de transició Halaf-Obeid
El període de transició Halaf-Obaid o HUT (de l'anglès, Halaf-Ubaid Transitional period) (c. 5500/5400 aC - 5200/5000 aC) és un període prehistòric de Mesopotàmia. Es troba cronològicament entre el període Halaf i el període Obeid.
Encara és un període complex i poc conegut. Al mateix temps, es van fer esforços recents per estudiar el canvi gradual de la ceràmica d'estil Halaf a la ceràmica d'estil Obeid a diverses parts del nord de Mesopotàmia.

## Arqueologia
Arqueològicament, el període ha estat estudiat de nou recentment per diversos estudiosos. Sembla que el període Halaf va acabar al voltant del 5200 aC, i el període Obeid del nord va començar al voltant d'aquell moment. Hi ha diversos jaciments que es situen des del període Halaf fins a l'Obeid.
Anteriorment, només dos d'aquests llocs eren ben coneguts. El primer d'ells, Tepe Gaura, va ser excavat a la dècada del 1930, quan faltaven controls estratigràfics, cosa que va provocar dificultats per tornar a crear la seqüència. El segon, Tell Aqab, va romandre en gran part inèdit. Això va dificultar les declaracions definitives sobre el període. Però amb l'estat actual del coneixement arqueològic, està sorgint més certesa.

## Jaciments amb transició brusca
Tell Arpachiyah i Tepe Gaura són els llocs on la transició d'Halaf a Obeid va ser força brusca. No es van observar nivells de transició en aquests dos jaciments importants.

## Jaciments amb transició gradual
A. L. Perkins va identificar l'existència d'una fase de transició Halaf-Obeid que es pot veure en conjunts ceràmics. Es van suggerir llocs com Tell el-'Oueili i Txoga Mami a la regió de Mandali com a testimonis d'aquesta fase.
Més recentment, s'ha documentat una fase de transició Halaf-Obeid a Síria, en llocs com Tell Zeidan, Tell Aqab, Tell Kurdu, Tell Masaikh (prop de Terqa, també conegut com Kar-Assurnasirpal) i Chagar Baçar.
La ceràmica de transició Halaf-Obeid de Tell Begum, a la plana de Xahrizur, és especialment abundant. La plana de Xahrizur es troba entre les planes de Mesopotàmia i l'altiplà iranià, per la qual cosa és geogràficament important.
Una anàlisi recent (2016) indica que, a la regió d'Assur, així com a la plana de Xahrizur, la intensitat de l'assentament, així com el nombre global de jaciments es va mantenir força similar durant els períodes Halaf i Obeid.